# La Diagonale
La Diagonale est un club politique fondé le 1er mai 2006 dont l'objectif est de réunir les « sarkozystes de gauche » et qui se réunit périodiquement aux Bains-Douches à Paris.

## Idéologie
La Diagonale se dit attachée au libéralisme, aussi bien économique que sociétal : ils soutiennent « l'égalité absolue des droits », c'est-à-dire le mariage homosexuel et le droit d'adoption pour tous les couples.
« Nous pensons qu’aujourd’hui, en dépit de son appartenance affichée à une droite décomplexée, Nicolas Sarkozy est le seul homme à se positionner sur la rupture et à vouloir moderniser notre pays, écrit la Diagonale. Sans vouloir forcément rejoindre l’UMP, nous souhaitons néanmoins prendre une juste part à la démarche que Nicolas Sarkozy a engagée et nous nous déclarons ouverts à sa méthode qui s’illustre par sa grande capacité d’écoute, sa modernité et son volontarisme. »
La Diagonale décrit Nicolas Sarkozy comme quelqu'un qui ouvre « de nouvelles pistes » pour « maîtriser l’ordre public » et « combattre la première des injustices sociales qu’est l’insécurité ». Autres « pistes » : le « goût » supposé de Nicolas Sarkozy pour « la méritocratie républicaine » et « la relance de l’ascenseur social grâce à la discrimination positive ».

## L'action politique
Le 3 mai 2006, une antenne de La Diagonale a été créée en Poitou-Charentes, la région présidée par Ségolène Royal, adversaire de Nicolas Sarkozy dans la course à l'élection présidentielle, et les attaques de La Diagonale contre la candidate socialiste ont commencé. Elles n'ont pas cessé depuis, relayées par des tribunes publiées dans le journal Le Figaro. La Diagonale s’affirme à partir de cette date comme un outil de combat contre la candidature de Ségolène Royal.
L’appel de Vichy lancé le 1er septembre par La Diagonale, qui tenait là-bas son séminaire d’été, se conclut d’ailleurs par ces mots : « De même, il est dangereux pour la liberté des Français que soit entretenue la confusion entre les notions d’ordre public et d’ordre moral, car elles s’opposent frontalement. En soutenant la candidature de Ségolène Royal, le Parti socialiste ferait résolument le choix de l’ordre moral et renoncerait ainsi à affronter les blocages de la société française ».

## Composition
La Diagonale a été fondée officiellement par un certain nombre de « déçus » de la gauche. Le président est Thierry Coudert et le secrétaire général est Patrick Rajoelina, professeur de droit européen, ancien rocardien, qui dit avoir quitté le PS en 1994. Patrick Rajoelina a été nommé en juin 2005 conseiller auprès du Ministre de l'égalité des chances, Azouz Begag.
Aux côtés de Thierry Coudert, se trouvent Philippe Sauvannet, ancien secrétaire fédéral de la fédération PS de l’Allier, Nicolas Laugero, directeur de l’espace Cardin, et le docteur Véronique Vasseur, ancienne médecin-chef de la maison d’arrêt de la Santé.
En 2006, le porte-parole de la Diagonale est Geoffroy Didier, jeune avocat et conseiller de Brice Hortefeux. Il se définit comme un « sarkozyste progressiste ».
Des réunions publiques organisées par La Diagonale ont accueilli des personnalités classées à gauche, comme Jean-Marie Bockel, le maire (PS) de Mulhouse et président de l’Association des maires des grandes villes (AMGV), ou encore Marin Karmitz, président et fondateur du groupe MK2. Richard Descoings, ancien conseiller technique de Jack Lang et directeur de Sciences-Po, est également venu s'exprimer dans un débat consacré à l'éducation le 15 janvier 2007.

## Affiliation politique
Brice Hortefeux, le bras droit de Nicolas Sarkozy, est l'un des fondateurs de La Diagonale. Son directeur de cabinet Thierry Coudert expliquait la logique de ce nouveau club politique : « Il y a bien eu, en son temps, les gaullistes de gauche, de Léo Hamon à René Capitant ».
Brice Hortefeux et Thierry Coudert ont été accusés par les communistes de mener, avec La Diagonale, une opération de communication politique destinée à rallier au camp de Nicolas Sarkozy une partie de l'élite de gauche, qui aurait pu soutenir Ségolène Royal.
Nicolas Sarkozy était présent à la Maison de la Mutualité le 11 février 2007 lors d'un débat de La Diagonale,.
La Diagonale s'est associée en novembre 2007 au parti politique La Gauche moderne, qui cherche à fédérer les mouvements de gauche favorables à Nicolas Sarkozy.
Déçue, La Diagonale s'est finalement ralliée au Parti radical en août 2008.